# Pyjamas (TV-program)
Pyjamas var ett humorprogram av Peter Magnusson, även hans debutprogram, och med David Hellenius (först som redaktör och sedan som skådespelare) som sändes på ZTV och (från andra säsongen) på TV3. Under ZTV-tiden hette programmet Pjamas. Programmet sändes under tre säsonger 2001-2002. I programmet inleder programledarna humoristiska konversationer med folk på stan. De gjorde det i regel utklädda och i olika roller och använde både dolda och synliga kameror.

## Programbeskrivning
Ett exempel på en Pyjamassketch var när Peter Magnusson utklädd till busschaufför körde en minibuss som på eget bevåg agerade ersättningsbuss och tog upp passagerare. Under färden gjorde Magnusson utrop om nästa hållplats med hjälp av en megafon. 
Några fiktiva personligheter namnges även i serien: 
- Torbjörn Fred, djurvän
- Kjell Nilsson, byggarbetare
- Svan Schönbeck
- Peter the Kid
- Ernst och Bodil, äldre par
- Tero Ylitalo
- Pirre Puder
- Josef och Papa

## Säsong 1: Pyjamas (ZTV)
I första säsongen gästade en känd personlighet varje program under förevändningen att programmet riktade sig till barn.
| Avsnitt | Gäst            | Inslag                                                                             | Första sädningsdatum |
| ------- | --------------- | ---------------------------------------------------------------------------------- | -------------------- |
| 1       | Bosse Ringholm  | - Snabb intervju                                                                   | 2001-09-18 (tisdag)  |
| 2       | Lars Leijonborg | - Toalettrenovering                                                                | 2001-09-25 (tisdag)  |
| 3       | Jan Guillou     | - Kopiering av sedlar                                                              | 2001-10-02 (tisdag)  |
| 4       | Maud Olofsson   | - Hamburgare utan allt - Bortbogserad Porsche                                      | 2001-10-09 (tisdag)  |
| 5       | Marita Ulvskog  | - Skrikandes intervju - Försvunnet brev på posten - Hotellrumsförfrågan iförd mask | 2001-10-15 (måndag)  |
| 6       | ?               |                                                                                    | 2001-10-22 (måndag)  |
| 7       | Bo Lundgren     | - Badkaret                                                                         | 2001-10-29 (måndag)  |
| 8       | Per Unckel      | - Hitlermustasch                                                                   | 2001-11-05 (måndag)  |
| 9       | Lars Norén      | - Hitta en tjej som hette Ulla - Uppblåsbar docka - Ersättningsbuss                | 2001-11-12 (måndag)  |
| 10      | ?               |                                                                                    | 2001-11-19 (måndag)  |

## Säsong 2: Pyjamas (TV3)
Andra säsongen präglades av många återanvända klipp från första säsongen.
| Avsnitt | Inslag                                | Första sädningsdatum |
| ------- | ------------------------------------- | -------------------- |
| 1       |                                       | 2002-03-09 (lördag)  |
| 2       |                                       | 2002-03-16 (lördag)  |
| 3       |                                       | 2002-03-23 (lördag)  |
| 4       |                                       | 2002-03-30 (lördag)  |
| 5       |                                       | 2002-04-06 (lördag)  |
| 6       |                                       | 2002-04-13 (lördag)  |
| 7       |                                       | 2002-04-20 (lördag)  |
| 8       |                                       | 2002-04-27 (lördag)  |
| 9       |                                       | 2002-05-04 (lördag)  |
| 10      | - Byxryckning - Kungen på Grand Hotel | 2002-05-11 (lördag)  |

## Säsong 3: Pyjamas (TV3)
| Avsnitt | Inslag                                                                          | Första sädningsdatum          |
| ------- | ------------------------------------------------------------------------------- | ----------------------------- |
| 1       | - P-vakt - Avklädd intervju                                                     | 2002-09-18 (onsdag)           |
| 2       | - Hjord kor genom stan - Paolo Roberto - Regissören - Striptease på tunnelbanan | 2002-09-25 (onsdag)           |
| 3       | - Stor kamera - Renée Nyberg - Ersättningsbuss med servering                    | 2002-10-02 (onsdag)           |
| 4       |                                                                                 | 2002-10-09 (onsdag)           |
| 5       | - Reglage till båten - Dotter till körskolan                                    | 2002-10-16 (onsdag)           |
| 6       | - Reklamation av e-post                                                         | 2002-10-23 (onsdag)           |
| 7       | - Oljeshejk vill köpa fyra bilar                                                | 2002-11-09 (lördag)           |
| 8       |                                                                                 | 2002-11-23 (ev. fel) (lördag) |
| 9       | - Hyrbil för folkrace                                                           | 2002-11-30 (lördag)           |
| 10      | - Claude Müller och sin bättre hälft                                            | 2002-12-07 (lördag)           |